# قشلاق أرامنة
قشلاق أرامنة هي قرية في مقاطعة جلفا، إيران. عدد سكان هذه القرية هو 52 في سنة 2006.